# 세계 금연의 날

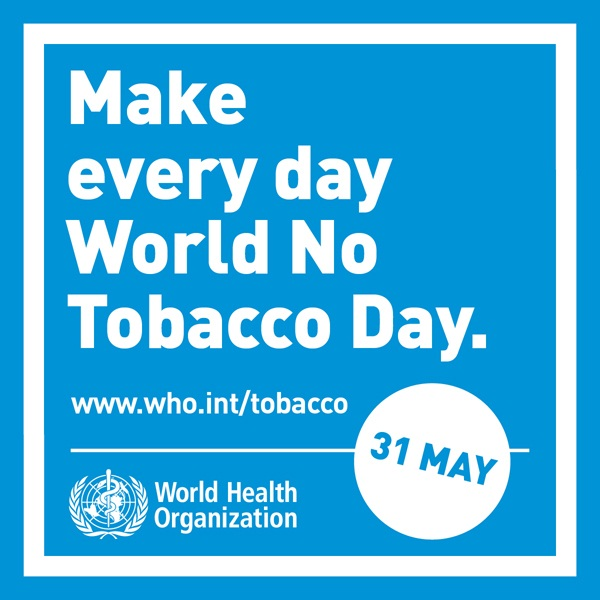

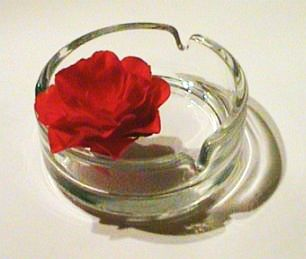
새 꽃이 담긴 재떨이는 세계 금연의 날의 흔한 상징이다.

세계 금연의 날(World No Tobacco Day)은 매년 5월 31일을 세계 기념일로 하고 1987년에 처음으로 세계 보건 기구가 지정했다. 매년 세계 금연의 날은 담배 사용의 위험성, 담배 회사의 영업 방식, 세계보건기구(WHO)가 금연에 맞서 싸우기 위해 하는 일, 그리고 전 세계 사람들이 자신의 건강권과 건강한 삶을 위해 미래 세대를 보호하기 위해 할 수 있는 일에 대해 대중에게 알린다.
세계보건기구 회원국들은 담배 유행과 이로 인해 예방 가능한 사망 및 질병에 대한 전 세계의 관심을 끌기 위해 1987년 세계 금연의 날을 만들었다. 이 날은 담배 사용의 광범위한 확산과 부정적인 건강 영향에 대한 관심을 더 끌기 위해 마련되었으며, 이는 현재 전 세계적으로 매년 800만 명 이상의 사망자를 발생시키고 있으며, 여기에는 간접 흡연에 노출된 비흡연자 120만 명이 포함된다. 이 날은 전 세계 정부, 공중 보건 기관, 흡연자, 재배자, 담배 산업으로부터 열광과 저항을 동시에 받고 있다.

## WHO와 세계 금연의 날
세계 금연의 날은 WHO가 지정한 11가지 공식 세계 보건 캠페인 중 하나이며, 세계 보건의 날, 세계 헌혈자의 날, 세계 예방 접종 주간, 세계 결핵의 날, 세계 말라리아의 날, 세계 간염의 날, 세계 샤가스병의 날, 세계 환자 안전의 날, 세계 항생제 인식 주간, 세계 에이즈의 날과 함께 진행된다.

### 타임라인
- 1987년, WHO는 1988년 4월 7일을 "세계 금연의 날"로 지정하는 결의안 WHA40.38을 통과시켰다. 이 날의 목표는 전 세계 담배 사용자에게 24시간 동안 담배 제품 사용을 자제하도록 촉구하는 것이었고, 이는 금연을 시도하는 사람들에게 도움이 될 것이라고 기대했다.[4]
- 1988년, 세계보건총회는 매년 5월 31일을 세계 금연의 날로 기념할 것을 요구하는 결의안 WHA42.19를 통과시켰다. 그 이후로 WHO는 매년 다른 담배 관련 주제와 연계하여 세계 금연의 날을 지원해 왔다.[5]
- 1998년, WHO는 담배의 전 세계 공중 보건 문제에 대한 국제적인 자원과 관심을 집중시키려는 시도인 담배 없는 이니셔티브(TFI)를 설립했다. 이 이니셔티브는 세계 공중 보건 정책 수립을 지원하고, 사회 간의 동원을 장려하며, 세계보건기구 담배 규제 기본 협약(FCTC)을 지원한다.[6] WHO FCTC는 2003년 전 세계 국가들이 담배 금연을 위한 정책을 시행하기 위한 협약으로 채택한 세계 공중 보건 조약이다.
- 2008년, 세계 금연의 날 전날, WHO는 모든 담배 광고, 홍보 및 후원에 대한 전 세계적인 금지를 요구했다. 그 해의 주제는 "담배 없는 젊음"이었다. 따라서 이 이니셔티브는 특히 젊은이를 대상으로 한 광고 노력을 겨냥하기 위한 것이었다. WHO에 따르면, 담배 산업은 금연하거나 죽어가는 노인 흡연자를 젊은 소비자들로 대체해야 한다. 이 때문에 마케팅 전략은 영화, 인터넷, 광고판, 잡지와 같이 젊은이들을 유인할 장소에서 흔히 관찰된다. 연구에 따르면 젊은이들이 담배 광고에 더 많이 노출될수록 흡연할 가능성이 더 높다.[7]
- 2015년, 세계 금연의 날은 담배 사용과 관련된 건강 위험을 강조하고, 담배 제품의 불법 거래 종식을 포함한 담배 소비 감소를 위한 효과적인 보건 정책을 옹호했다.[8]
- 2016년, 세계 금연의 날에 WHO는 정부가 담배 제품의 일반 포장을 준비하도록 촉구했다.[9]
- 2017년, 초점은 "발전에 대한 위협"이었다. 이 캠페인은 담배 산업이 모든 국가의 시민들의 건강과 경제적 웰빙을 포함한 지속 가능한 발전에 가하는 위협을 보여주는 것을 목표로 한다.[10]
- 2018년, 초점은 "담배는 심장을 망가뜨린다: 건강을 선택하고 담배를 선택하지 말자" #NoTobacco였다.[11]
- 2019년, 초점은 "담배와 폐 건강"이었다.[12]
- 2020년, 초점은 "담배 및 관련 산업의 젊은 세대 유인 전술"이었다.[13]
- 2021년, 초점은 "금연을 약속하자"였다.[14][15]
- 2022년, 초점은 "담배: 환경에 대한 위협"이었다.[16]
- 2023년, 초점은 "담배가 아닌 식량을 키우자"였다.[17]
- 2024년, 초점은 "담배 산업의 간섭으로부터 아이들을 보호하자"였다.[18]
- 2025년, 초점은 "매력을 폭로한다: 담배 및 니코틴 제품에 대한 산업 전술 폭로"가 될 예정이다.[19]

### 주제
매년 WHO는 세계 금연의 날을 위한 주제를 선정하여 보다 통일된 글로벌 메시지를 만든다. 이 주제는 다음 해 WHO의 담배 관련 의제의 중심이 된다. WHO는 브로셔, 전단지, 포스터, 웹사이트, 보도 자료 등 주제와 관련된 홍보 자료의 제작 및 배포를 감독한다. 2008년 세계 금연의 날 홍보 캠페인의 일환으로 "담배 없는 젊음"이라는 주제에 맞춰 동영상이 제작되어 유튜브에 게시되었고, 2009년에는 팟캐스트가 처음으로 사용되었다.
많은 세계 금연의 날 주제와 관련 홍보 자료에서 WHO는 "진실"이라는 아이디어를 강조한다. "담배는 죽인다, 속지 마라"(2000년)와 "담배: 어떤 형태나 위장에도 치명적이다"(2006년)와 같은 주제 제목은 개인들이 담배의 진정한 성격에 대해 잘못 알거나 혼란스러워할 수 있다는 WHO의 믿음을 나타낸다. 2000년과 2008년 세계 금연의 날 주제의 근거는 담배 산업이 만든 마케팅 전략과 "환상"이 이러한 혼란의 주요 원인임을 밝힌다. WHO의 세계 금연의 날 자료는 전 세계 공중 보건 관점에서 본 "사실"에 대한 다른 해석을 제시한다. 세계 금연의 날 홍보 자료는 최신 담배 관련 연구 및 통계에 대한 "공식적인" 해석을 제공하고 전 세계적으로 금연 주장을 형성할 수 있는 공통 기반을 제공한다.
현재 및 과거 주제는 다음과 같다:
- 2017: "담배 – 발전에 대한 위협"[23]
- 2018: "담배는 심장을 망가뜨린다"[24]
- 2019: "매일을 세계 금연의 날로 만들자"
- 2020: "담배 노출: 비밀이 밝혀지다"[25]
- 2021: "금연을 약속하자"[25]
- 2022: "담배: 환경에 대한 위협"[26]
- 2023: "담배가 아닌 식량을 키우자"[27]
- 2024: "젊은이들이 나서서 목소리를 내자 - #담배폭로"[28]
- 2025: "매력을 폭로한다"[29]

### 행사 조정
WHO는 전 세계적으로 세계 금연의 날 행사를 촉진하고 조정하는 중심 역할을 한다. WHO 웹사이트는 단체들이 활동 소식을 공유할 수 있는 장을 제공하며, 조직은 이 정보를 국가별로 온라인에 게시한다.

### 시상
1988년부터 WHO는 담배 소비 감소에 탁월한 기여를 한 단체 또는 개인에게 하나 이상의 상을 수여하고 있다. 세계 금연의 날 시상은 6개 세계 지역(아프리카, 아메리카, 동부 지중해, 유럽, 동남아시아, 서태평양)의 개인에게 수여되며, 사무총장 특별상 및 표창장은 모든 지역의 개인에게 수여된다.

## 국가별 행사 내용

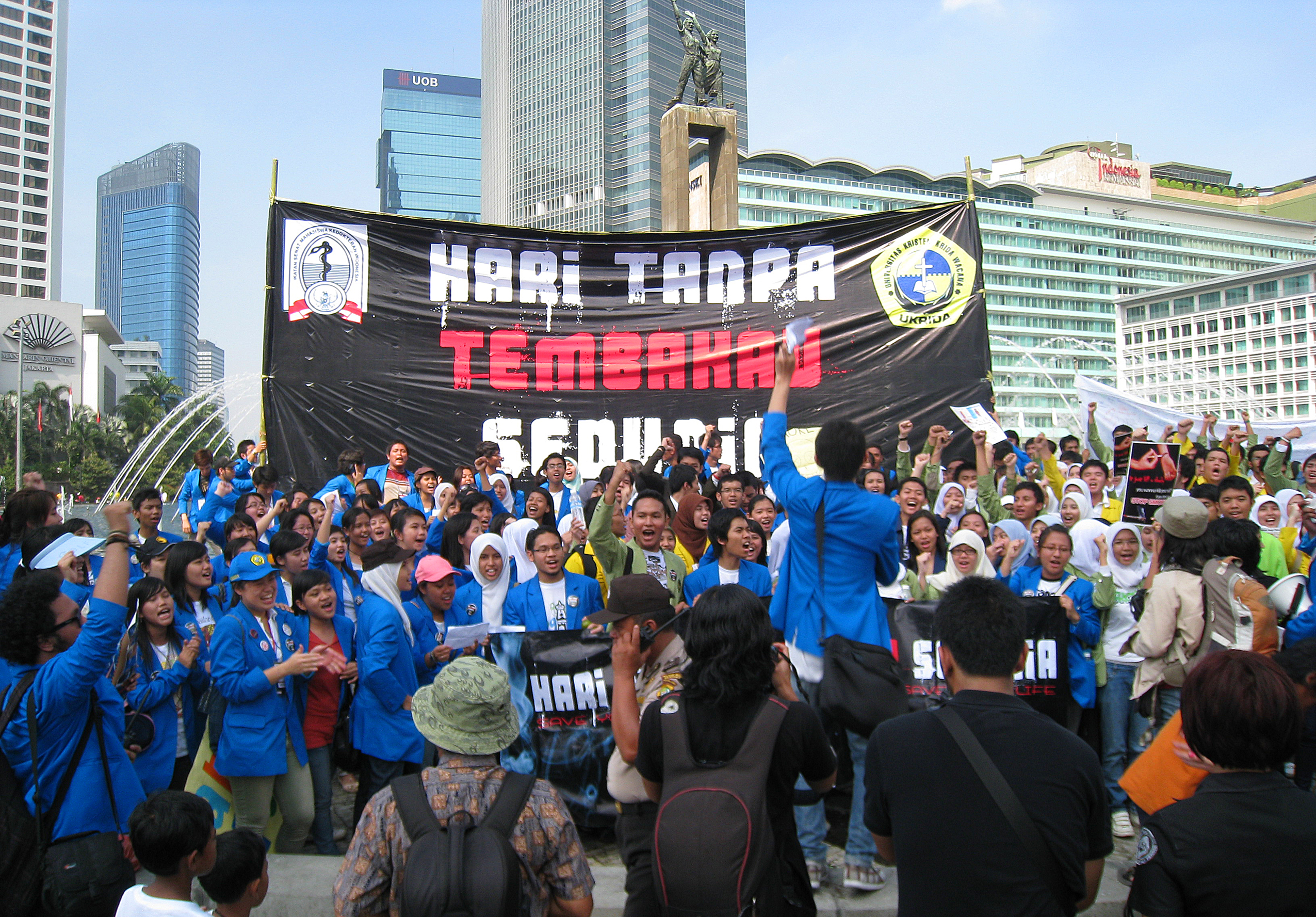
2010년 5월 30일 일요일, 세계 금연의 날 하루 전 자카르타에서 담배에 반대하는 의료 학생들이 시위를 벌였다. 이 행동은 흡연의 부정적인 영향에 대한 대중의 인식을 높이기 위한 것이었다. 분다란 호텔 인도네시아, 중앙 자카르타, 인도네시아.

전 세계의 단체들, 지역 클럽에서 시의회, 중앙 정부에 이르기까지 WHO는 매년 지역 사회가 각자의 방식으로 세계 금연의 날을 기념할 수 있도록 행사를 조직하도록 장려한다. 과거 행사로는 정부 관료 및 지역 신문에 보내는 편지 쓰기 캠페인, 행진, 공개 토론, 지역 및 전국 홍보 캠페인, 금연 운동가 회의, 교육 프로그램, 공공 예술 등이 있었다.
또한 많은 정부는 세계 금연의 날을 새로운 흡연 금지 및 담배 규제 노력의 시작일로 활용한다. 예를 들어, 2008년 5월 31일에는 캐나다 온타리오 주의 상점 내 담배 "파워 월" 및 진열대 금지를 시행하는 온타리오 금연법의 일부가 발효되었으며, 2010년 5월 31일에는 호주의 모든 병원 및 정부 기관이 금연 구역이 되었다.
이 날은 또한 담배와 관련된 국가의 현재 및 미래 상태에 대해 논의하는 발판으로 사용되기도 한다. 예를 들어 2억 7,500만 명의 담배 사용자가 있는 인도는 세계에서 가장 높은 담배 소비율을 기록하고 있다. 인도 정부는 또한 전국적인 중독을 억제하기 위해 금연 핫라인을 개설했다.

### 대한민국
- 2009년 6월 11일 서울 성북구가 동선동 하나로 금연거리에서 금연포스터를 전시하고 금연다짐 게임존, 담배모형 캐릭터 인형이 등장하는 금연다짐 포토존을 운영했다. 금연금주 청정공원 운영, 유치원생과 초등학생 대상 흡연 예방 교육, 중고등학교 금연교실, 금연클리닉, 찾아가는 이동 금연상담을 지속적으로 추진하고 있다.[37]
  - 6월 10일 경기도 가평군에 있는 보건소가 금연 안내자료를 배포했고 금연홍보 부스에 흡연자의 폐 모형을 전시하고 일산화탄소 잔존량 측정, 금연서약, 금연 사행시 짓기를 했다. 그리고 담배꽁초 없는 거리문화 조성을 위한 가두 캠페인을 하며 금연홍보용품을 배부했다.[38]
  - 6월 5일 서귀포시 보건소가 서귀포 일호광장, 동문로타리 및 중문지역에서 금연 캠페인과 이동 건강 홍보관을 운영했다.[39]

## 저항
어떤 사람들에게 세계 금연의 날은 개인의 선택의 자유에 대한 도전이나 문화적으로 허용 가능한 형태의 차별로 여겨진다. 세계 금연의 날을 무시하는 것에서부터 시위나 반항 행위에 참여하는 것, 하루를 전후로 담배 홍보 광고와 행사를 추가하는 것까지, 흡연자, 담배 재배자, 담배 산업은 자신들의 의견을 알리는 방법을 찾았다.

### 흡연자의 반응
흡연자 측에서 세계 금연의 날 반대 행사를 조직하려는 지속적이거나 광범위한 노력은 없었다. 그러나 특히 미국에서 일부 소규모 단체는 지역적으로 흡연 찬성 행사를 만들었다. 예를 들어, 오리건 대학교에서 발행되는 독립적인 보수 성향의 잡지인 《오리건 커멘터이터》는 지역적으로 더 널리 퍼져 있는 그레이트 아메리칸 스모크아웃에 대항하여 캠퍼스에서 "그레이트 아메리칸 스모크 인"을 주최했다. "캠퍼스에서 흡연자에 대한 비난이 점점 더 심해짐에 따라, 오리건 커멘터이터는 학생들이 함께 모여 좋은 담배 제품의 즐거움을 누릴 기회로 그레이트 아메리칸 스모크 인을 제시한다." 마찬가지로 호놀룰루의 단체인 "선택의 자유를 위한 미국인들"은 세계 금연의 날과 하와이 전역의 식당 흡연 금지에 대한 대응으로 "세계 반항의 날"을 조직했다.

### 산업계의 반응
세계 금연의 날은 담배 산업계에서 긍정적인 반응을 얻지 못했다. 예를 들어, 담배 자료 웹사이트를 통해 공개된 메모는 세 번째 연례 세계 금연의 날을 준비하기 위해 R. J. 레이놀즈 담배 회사 임원에게 발송되었는데, 이 날의 주제는 "담배 없는 유년기와 청소년"이었다. 이 메모에는 다가오는 날에 대한 경고, WHO가 제기할 것으로 예상되는 주장을 설명하는 문서, 그리고 회사가 이러한 주장에 어떻게 대응해야 하는지에 대한 설명이 포함되어 있다. 예를 들어, 광고가 어린이들을 대상으로 한다는 예상되는 주장에 대한 회사의 답변에는 성인 모델을 사용하여 광고가 성인을 대상으로 한다는 주장과 광고가 사람들이 실제로 무엇을 구매할지에 영향을 미칠 힘이 부족하다는 주장이 포함되어 있다. 우간다에서는 세계 금연의 날이 언론이 담배 규제 문제를 보도할 의무가 있는 유일한 날이기 때문에 브리티시 아메리칸 타바코 회사는 이 날 전야에 반대 홍보를 시행한다. 2001년에는 국제 담배 재배자 협회 회장과의 방문과 같은 행사를 포함한 전략을 사용했다.
일부 주요 제약 회사는 공개적으로 세계 금연의 날을 지지한다. 예를 들어, 화이자는 2008년 아랍에미리트의 많은 세계 금연의 날 행사의 주요 후원자였다. 당시 화이자는 약물인 챔픽스(바레니클린)를 중동 시장에 출시할 준비를 하고 있었다. 이 약물은 "흡연자의 갈망과 니코틴 금단 증상의 심각성을 모두 줄이기 위해 니코틴 수용체를 활성화하도록 설계되었다".

### 재배자의 반응
많은 담배 재배자들은 WHO와 같은 단체의 금연 노력이 자신들의 권리를 위태롭게 한다고 느낀다. 예를 들어, 국제 담배 재배자 협회(ITGA)는 WHO의 금연 운동이 성공하면 아프리카의 가난한 농부들이 결과를 겪을 수 있다고 주장한다. 그들은 또한 이러한 노력이 담배 제조업자들을 공격하고 산업에 대한 공격이 될 수 있으며, 따라서 재배자들에게 해를 끼칠 수 있다고 주장한다.

### 아메리카 원주민의 잠재적 반대
북미의 미국 원주민 및 퍼스트 네이션의 여러 문화 및 민족의 일부 전통 및 의식은 선콜럼버스 시대 이래로 담배를 기반으로 해 왔기 때문에, 담배를 전 세계적으로 사용하지 않도록 노력하는 당국으로부터 그러한 전통의 의도치 않은 폐지가 발생할 잠재성이 존재한다. 담배를 연소시키지 않고 사용하는 전통적인 아메리카 원주민 의식 목적의 일부 형태는 원주민 부족 구성원들 사이에서 담배 사용 중단을 위해 사용되기 시작했으며, 반면 오글라라 라코타족 구성원들은 민족의 전통에서 담배의 전통적 역할에 사용된 중요한 역사적 부족 유물을 불법 판매로부터 보호하기 위해 투쟁해 왔다. 2015년 헬스 캐나다의 설문 조사에서 캐나다 내 원주민들에게 조언을 구하는 섹션이 있었는데, 이는 이러한 문제에 대한 우려의 잠재성을 보여주었다.

## 같이 보기
| - 이주일 - 경피 패치 - 금연의 날 - 세계 파이프 흡연자의 날 | - 흡연 - 간접 흡연 - 폐기종 | - 전자 담배 - 니코틴 - 담배 규제 |